# Брікстон (станція метро)
51°27′46″ пн. ш. 0°06′52″ зх. д. / 51.462778° пн. ш. 0.114444° зх. д.
Брікстон (англ. Brixton) — кінцева станція Лондонського метрополітену лінії Вікторія, розташована у районі Брікстон у 2-й тарифній зоні. В 2017 році пасажирообіг станції — 32.84 млн осіб
- 23 липня 1971: відкриття станції .

## Пересадки
- автобуси London Buses маршрутів 2, 3, 35, 37, 45, 59, 109, 118, 133, 159, 196, 250, 333, 355, 415, 432, P4, P5 та нічні маршрути N2, N3, N35, N109, N133[3]
- у кроковій досяжності знаходиться залізнична станція Брікстон.